# Анджали Деви
Анджали Деви (там. அஞ்சலிதேவி, телугу అంజలీదేవి, произношение именио файле; 24 августа 1927, Педдапурам, Мадрасское президентство — 13 января 2014, Ченнаи) — индийская кинематографистка (актриса

 и кинопродюсер), работавшая в кинематографе на телугу и тамильском языках; лауреат нескольких премий за свой вклад в индийское кино. Наиболее известна по заглавным ролям в фильмах Anarkali (1955) и Suvarna Sundari (1957), а также роли Ситы в фильме Lava Kusa (1963).

## Биография
Будущая актриса родилась в городе Педдапурам округа Годавари Мадрасского президентства Британской Индии (ныне в Восточном Годавари, индийский штат Андхра-Прадеш) 24 августа 1927 года; по некоторым другим источникам — в октябре 1928 года. В детстве носила имя Анджанамма.
С 8-летнего возраста стала играть в театре, а несколько позднее и сниматься в кино под сценическим именем Анджали Кумари.
Первой сыгранной ею небольшой ролью в кино была Лохитасия в фильме Raja Harishchandra 1936 года. Первое выступление в главной роли состоялось через несколько лет на съёмках Л. В. Прасадом фильма Kashtajeevi в 1940 году, однако проект был заморожен.
Впоследствии молодая актриса была переоткрыта режиссёром Ч. Пуллайей, предложившим ей роль Мохини в своём новом фильме Gollabhama, вышедшем в прокат в 1947 году и сделавшим её звездой под предложенным им же новым псевдонимом Анджали Деви. За свою экранную карьеру с середины 1930-х по середину 1990-х годов Анджали снялась в более чем 350 фильмах на телугу и тамильском языках, а также в небольшом числе картин на каннада и хинди.
Среди других созданных актрисой образов известны заглавные роли в фильмах Anarkali (1955) и Suvarna Sundari (1957), а её наиболее известной ролью считается Сита в первом цветном фильме на телугу Lava Kusa, ставшим классикой кино на телугу по мифологическим сюжетам. Последними фильмами с её участием были Brundavanam (1992), Anna Vadina (1993) и Police Alludu (1994).
Помимо актёрской работы, в 1955 году Анджали Деви вместе с мужем Адинараяной Рао основала кинокомпанию Anjali Pictures, снявшую десятки кинокартин и просуществовавшую, по крайней мере, до начала 2000-х годов. В числе работ, где она исполнила обязанности продюсера, были упомянутая выше Anarkali, фильмы В. Мадхусудана Рао Bhakta Tukaram и Chandipriya и ещё 24 картины. Являясь преданной последовательницей Сатья Саи Бабы, она также спродюсировала сериал о нём для телевидения.

### Семья и личная жизнь
В 1940 году Анджали Деви вышла замуж за режиссёра, композитора и поэта-песенника П. Адинараяну Рао, в браке с которым прожила до его смерти в 1991 году, принеся ему двух сыновей. Одна из её внучек Сайла Рао также стала актрисой.
Актриса умерла в 86-летнем возрасте от остановки сердца 13 января 2014 года; её смерть была зафиксирована в больнице Виджайя в Ченнаи. Согласно завещанию Анджали Деви её органы были пожертвованы медицинскому колледжу Рамачандра; её останки были преданы огню в крематории Besant Nagar 16 марта 2014 года.

## Награды и почётные звания
- 1994 — Премия имени Рагхупатхи Венкайи[англ.] (высшая награда кинематографа телугу) от правительства штата Андхра-Прадеш за пожизненный вклад в кино на телугу[8]
- 2006 — Премия Фонда Раминени[англ.] в категории «Искусство»[9]
- 2008 — Премия Аккинени Нагесвары Рао, вручена премьер-министром Андхра-Прадеш Раджасекхарой Редди[англ.][10]
- 2009 — Почётная докторская степень от Университета Нагарджуны[англ.] (Гунтур, штат Андхра-Прадеш)[11]

## Частичная актёрская фильмография
(часть фильмов выпускались в версиях на нескольких языках, чаще на телугу и тамильском — одновременно или последовательно; различающихся в разной степени, от простой переозвучки, до пересъемки с частично другими актёрами и сценами для лучшего приёма соответствующей зрительской аудиторией; языки помечены в таблице)

### Фильмы 1930—1950-х годов
| Год  |   | Русское название          | Оригинальное название                                        | Роль                      |
| ---- | - | ------------------------- | ------------------------------------------------------------ | ------------------------- |
| 1936 | ф | «Раджа Харишчандра»       | Raja Harishchandra, రాజా హరిశ్చంద్ర (тел.)                         |                           |
| 1942 | ф |                           | Uljhan (хинди)                                               |                           |
| 1947 | ф |                           | Gollabhama, గొల్లభామ (тел.)                                     |                           |
| 1947 | ф |                           | Mahathma Udhangar (там.)                                     |                           |
| 1948 | ф |                           | Madalasa, (మదాలస) (тел.)                                      |                           |
| 1948 | ф | букв. «Балараджу» (имя)   | Balaraju, బాలరాజు (тел.)                                        | Мохини                    |
| 1948 | ф |                           | Aadhithan Kanavu (там.)                                      |                           |
| 1949 | ф | прибл. «Волшебный конь»   | Keelu Gurram, కీలుగుర్రం (тел.) / Maya Kudhirai (там.)            | демоница Мохини           |
| 1949 | ф |                           | Raksharekha, రక్షరేఖ (тел.)                                    | Читра                     |
| 1949 | ф |                           | Mayavathi, మాయావతి (там.)                                       |                           |
| 1949 | ф |                           | Mangaiyar Karasi (там.)                                      |                           |
| 1949 | ф |                           | Kanniyin Kathali (там.)                                      |                           |
| 1950 | ф | прибл. «Сельская девушка» | Palleturi Pilla, పల్లెటూరి పిల్ల (тел.)                            | Сантха                    |
| 1950 | ф | прибл. «Дева мечты»       | Swapna Sundari, స్వప్న సుందరి (тел.) (там.)                       | «дева мечты» / деви Канья |
| 1950 | ф |                           | Sri lakshmamma katha, శ్రీ లక్ష్మమ్మ కథ (тел.)                    |                           |
| 1950 | ф |                           | Maya Rambha, మాయా రంభ (тел.) / Maaya Rambai (там.)              |                           |
| 1950 | ф |                           | Navvite navaratnalu, నవ్వితే నవరత్నాలు (тел.)                      |                           |
| 1951 | ф |                           | Nirdoshi, నిర్దోషి (тел.) / Niraparadhi (там.)                   | Нирмала                   |
| 1951 | ф |                           | Sarvadhigari, சர்வாதிகாரி (там.) / సర్వాధికారి (тел.)                  |                           |
| 1951 | ф |                           | Marmayogi, மர்மயோகி (там.) / మర్మయోగి (тел.) / Ek tha Raja (хинди) |                           |
| 1951 | ф |                           | Mayakkari (там.)                                             |                           |
| 1951 | ф |                           | Mayalamaari, మాయలమారి (тел.)                                    | Инду                      |
| 1951 | ф |                           | Mayamalai (там.)                                             |                           |
| 1951 | ф |                           | Stree Sahasam, స్త్రీ సాహసము (тел.) (там.)                        |                           |
| 1952 | ф |                           | Ezhai Uzhavan (там.)                                         |                           |
| 1953 | ф |                           | Pakkinti Ammayi, పక్కయింటి అమ్మాయి (тел.)                           | Лила Деви                 |
| 1953 | ф |                           | Inspector (там.)                                             |                           |
| 1953 | ф |                           | Poongothai, பூங்கோதை (там.) / Paradesi (тел.)                    | Лакшми                    |
| 1953 | ф |                           | Ladki, लड़की (хинди)                                           | Камини                    |
| 1954 | ф |                           | Sangham, సంఘం (тел.)                                           | Камини                    |